# Antonio Díaz Villamil
Antonio Díaz Villamil (La Paz, Bolivia; 13 de junio de 1897- La Paz, Bolivia ; 1948) fue un escritor, novelista, dramaturgo e historiador boliviano.

Fue profesor de historia y geografía, director del Colegio Bolívar en la ciudad de La Paz y director de la Escuela Nacional de Arte Escénico. Participó como delegado al I Congreso Indigenista Interamericano en México (1940); ocupó el cargo de director general de Educación y fue director y coordinador de la monografía La Paz en su IV Centenario y fundador del colegio "Antonio Díaz Villamil" ubicado en la localidad de Achocalla.
Su obra más conocida es la novela costumbrista La Niña de Sus Ojos (1948).

## Obras

### Novelas
- El tesoro de los Chullpas (1930)
- El pequeño estafeta (1946)
- La Niña de Sus Ojos (1948)

### Relatos
- Khantutas (1922).
- Tres relatos paceños (1945).

- El Ekheko (1945).

### Teatro
- La herencia de Caín (1921)
- La voz de la quena (1922)
- El nieto de Augusto Cesar (1923)
- La hoguera (1924)
- La rosita (1928)
- El traje del señor diputado (1930)
- El hoyo(1942)
- Cuando vuelva mi hijo… (1942)
- Plácido Yáñez (1947)
- El Vals del recuerdo (1947)
- Gualaychos (1947)
- Nuevo teatro escolar boliviano (1947)
- Plebe (1943)

### Historia
- Curso elemental de historia de Bolivia (4 v., 1936-1944) su bisnieto es Arturo Diaz Villamil Sidorchenko